# Wilhelmsgymnasium München
Das Staatliche Wilhelmsgymnasium ist ein Gymnasium in München und das älteste Gymnasium Oberbayerns. Das humanistische Gymnasium zählt 535 Schüler (Schuljahr 2023/24).

## Lage
Das Wilhelmsgymnasium liegt im Münchner Stadtteil Lehel, Thierschstraße 46, Ecke Maximilianstraße, direkt am Maxmonument. Die Regierung von Oberbayern und der Bayerische Landtag (Maximilianeum) befinden sich in unmittelbarer Nähe des Gymnasiums. In Fußnähe befindet sich der Englische Garten mit der Eisbachwelle.

## Geschichte

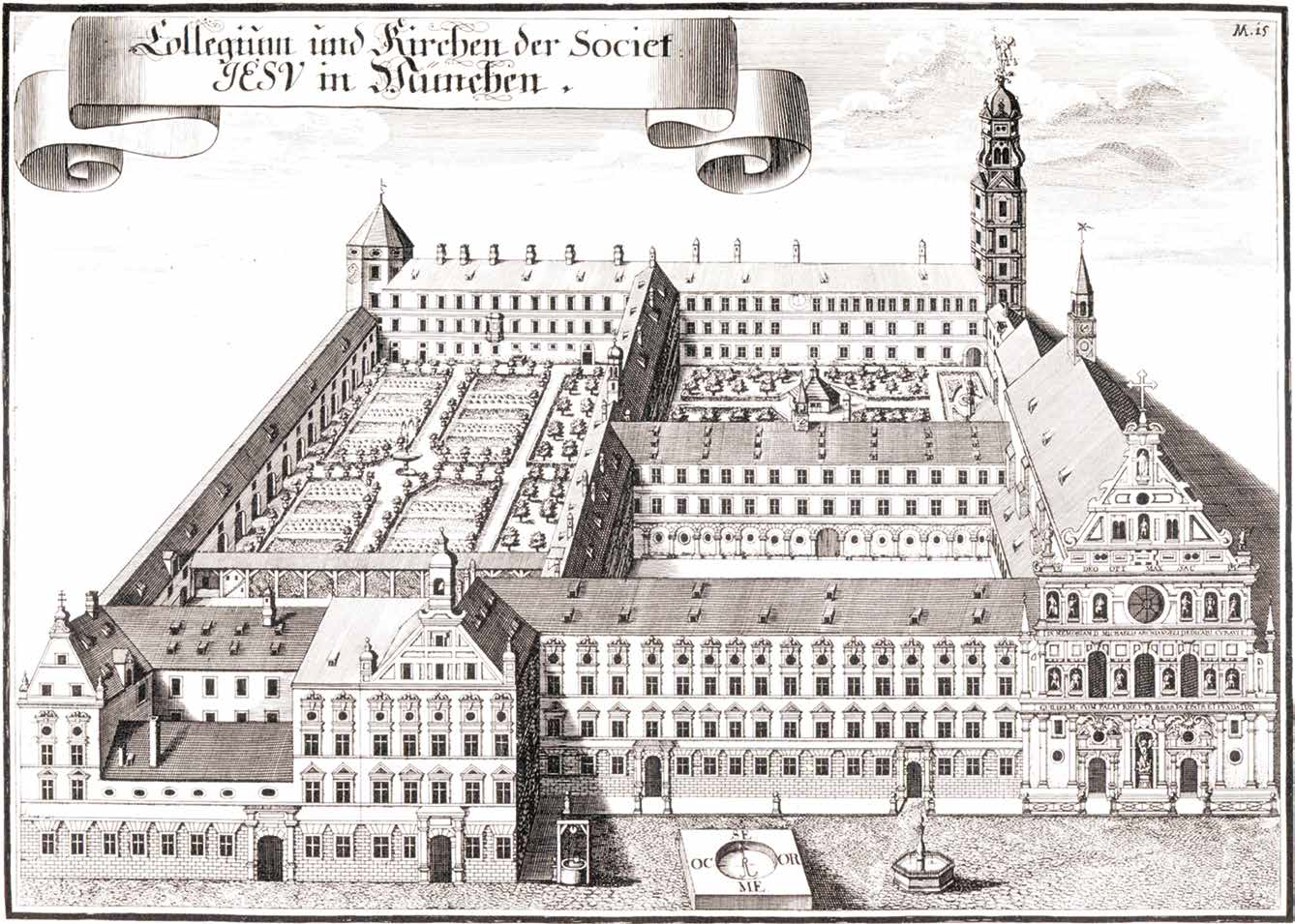
Das Wilhelminum um 1700 nach Michael Wening

Historische Ansicht um 1880

Wilhelmsgymnasium, 2025

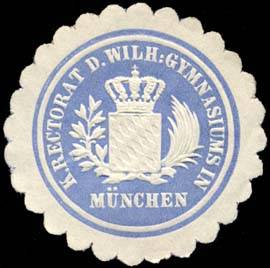
Siegelmarke Königliche Rectorat des Wilhelms-Gymnasiums in München

Das Wilhelmsgymnasium, 1559 von Albrecht V. als Paedagogium gegründet, wurde von 1824 an als „Altes Gymnasium“ oder „Alte Akademie“ bezeichnet und schließlich 1849 nach Albrechts Nachfolger Wilhelm V. benannt. Bis zur Einführung des Jesuitenverbots 1773 wurde das Gymnasium vom Jesuitenorden geleitet, der immer noch mit der Schule in Kontakt steht.
Ursprünglich war die Schule im Jesuitenkloster an der Neuhauser Straße untergebracht, musste dann aber 1826 eine Notunterkunft im Alten Hof beziehen, als die Räumlichkeiten für die von Landshut nach München verlegte Universität benötigt wurden. Erst 1830 konnte das Gymnasium in ein umgebautes barockes Wohnhaus in der Herzogspitalstraße 18 umziehen.
Nachdem die Räume in der Herzogspitalstraße 18 zu klein geworden waren, wurde ein Neubau erforderlich. Die Kritik an den unzumutbaren Bedingungen der provisorischen Unterbringung und die Anforderungen eines umfassenderen Bildungsbegriffs beschleunigten Mitte des 19. Jahrhunderts das Projekt. Mit finanzieller Unterstützung König Ludwigs II. wurde nach den Plänen Karl von Leimbachs 1875–1877 der Neubau im Stil der Neorenaissancefassade im Münchner Lehel errichtet.
Im Zweiten Weltkrieg schwer beschädigt, wurde das Wilhelmsgymnasium 1952–1958 stark verändert wiederaufgebaut. Seit Beginn der 1970er Jahre werden Mädchen aufgenommen (Koedukation). Ende der 1980er Jahre wurde das Treppenhaus in Form und Farbgestaltung rekonstruiert. Der Schulhof wurde umgestaltet und im Jahr 2006 ein neuer Aufenthaltsraum für die G8-Schüler geschaffen.
Das Wilhelmsgymnasium war zudem von 1799 bis 1826 und von 1877 bis 1918 Pagenerziehungsanstalt des Hauses Wittelsbach.
Von August 2015 bis in das Jahr 2018 wurde das Gebäude im Rahmen einer umfassenden Sanierung entkernt und mit Ausnahme der denkmalgeschützten Fassade und des Treppenhauses vollständig renoviert. Im Zuge der Umbauarbeiten entstanden unter anderem eine Sporthalle unterhalb des Pausenhofs und ein neues Stockwerk über dem Ostflügel des Gebäudes. Während der Umbauzeit war der Unterricht des Wilhelmsgymnasiums in eine Containerburg in Nachbarschaft des Chinesischen Turmes im Englischen Garten verlegt, wo sich derzeit die Städtische Helen-Keller-Realschule München befindet.

## Gebäude
Für das in den Jahren 1875 bis 1877 errichtete Gebäude versuchte der Architekt Carl von Leimbach Funktion und Form zu einer harmonischen Einheit zu bringen. Wesentlich für eine Erziehungsanstalt erschienen ihm „Ruhe, Raum, Luft, Licht“. Um den humanistischen Bildungsgedanken bayerischer Ausprägung zur Geltung zu bringen, hielt der Architekt gleichzeitig den Rückgriff auf mittelalterliche Stile für unpassend; daher entschied er sich gegen den auf gotischen Elementen aufbauenden so genannten Maximilianstil und für den Stil der Neorenaissance. Dieser Bruch mit der Architekturkonzeption der Maximilianstraße wurde möglich, da König Ludwig II. andere Interessen als sein Vater König Maximilian II. hatte.
Das Gebäude hat die Form eines L, einen Nord-Süd- und daran im Süden angeschlossen einen West-Ost-Flügel. Es besteht aus Keller, Erdgeschoss und drei Stockwerken mit je etwa zehn Klassenzimmern. Im Südflügel befinden sich ein Physiksaal (Erdgeschoss), die Bibliothek (I. Stock), der Musiksaal (II. Stock) und der Kunstsaal (III. Stock). Am Ende des Ostflügels befinden sich der Fahrradkeller, zwei Sporthallen (Erdgeschoss und II. Stock) und das Lehrerzimmer (mit Verwaltungstrakt, Direktorat usw., I. Stock).
Die 21 Statuen in einem Flur im III. Stock auf 30 Meter Länge sind Kopien von Giebelfiguren aus dem Zeustempel im antiken Olympia, die 1972 im Deutschen Museum ausgestellt waren, 1976 in einem Lager verschwanden und sich nun als Dauerleihgabe im Wilhelmsgymnasium befinden. Die vergoldete Inschrift „K. WILHELMS GYMNASIUM“ über dem Hauptportal wurde durch einen Abiturstreich Anfang der 1980er Jahre dauerhaft geändert. Das bis dahin schwarze „K.“ für königliches Wilhelmsgymnasium war ab dann ebenfalls vergoldet.

## Bibliothek des Wilhelmsgymnasiums
Seit der Gründung des Jesuitenkollegs im Jahr 1559 wurde die Bibliothek für den Lehrbetrieb durch Schenkungen und Zuerwerb reich ausgestattet. Sie enthält noch zahlreiche Werke aus der Frühzeit des Buchdrucks, vor allem auch Erstausgaben klassischer Autoren. Bis zur Säkularisation wurden die Bestände auf vielen Wissensgebieten kontinuierlich ergänzt und aktualisiert. Ein Schwerpunkt blieb die antike Literatur, hinzu kamen zahlreiche Werke der neulateinischen Dichtung, zumal zwei von deren Hauptvertretern, Jakob Bidermann (1578–1639) und Jakob Balde (1603–1669), an der Schule als Lehrer tätig waren. Vertreten ist auch die deutsche Literatur vom Barock bis zur Romantik, desgleichen Geographie, Naturwissenschaften, bayerische und europäische Geschichte sowie Reiseliteratur aus drei Jahrhunderten.
Die Bibliothek umfasst etwa 11.000 Bände, von denen allerdings 20 bis 30 Prozent nach Maßnahmen zur Konservierung oder Restaurierung verlangen. Auslagerung in den letzten Kriegsmonaten und unsachgemäße Unterbringung auch nach Kriegsende führten zu vielfältigen Formen mechanischer oder chemischer Schädigung: Feuchtigkeit, Pilz- und Milbenbefall und sonstige ungünstige Einflüsse hatten an wertvollsten Bänden eine teils verheerende Wirkung. Seit März 2000 unternahm das Gymnasium in Eigeninitiative erste Schritte zu einer umfassenden Sanierung. Durch Spenden des Fördervereins und die Hilfe des Elternbeirats werden die Werke laufend restauriert und gepflegt. Beispielsweise über Buchpflegschaften konnte inzwischen auch eine Reihe mechanisch beschädigter Bücher wiederhergestellt oder neu gebunden werden.

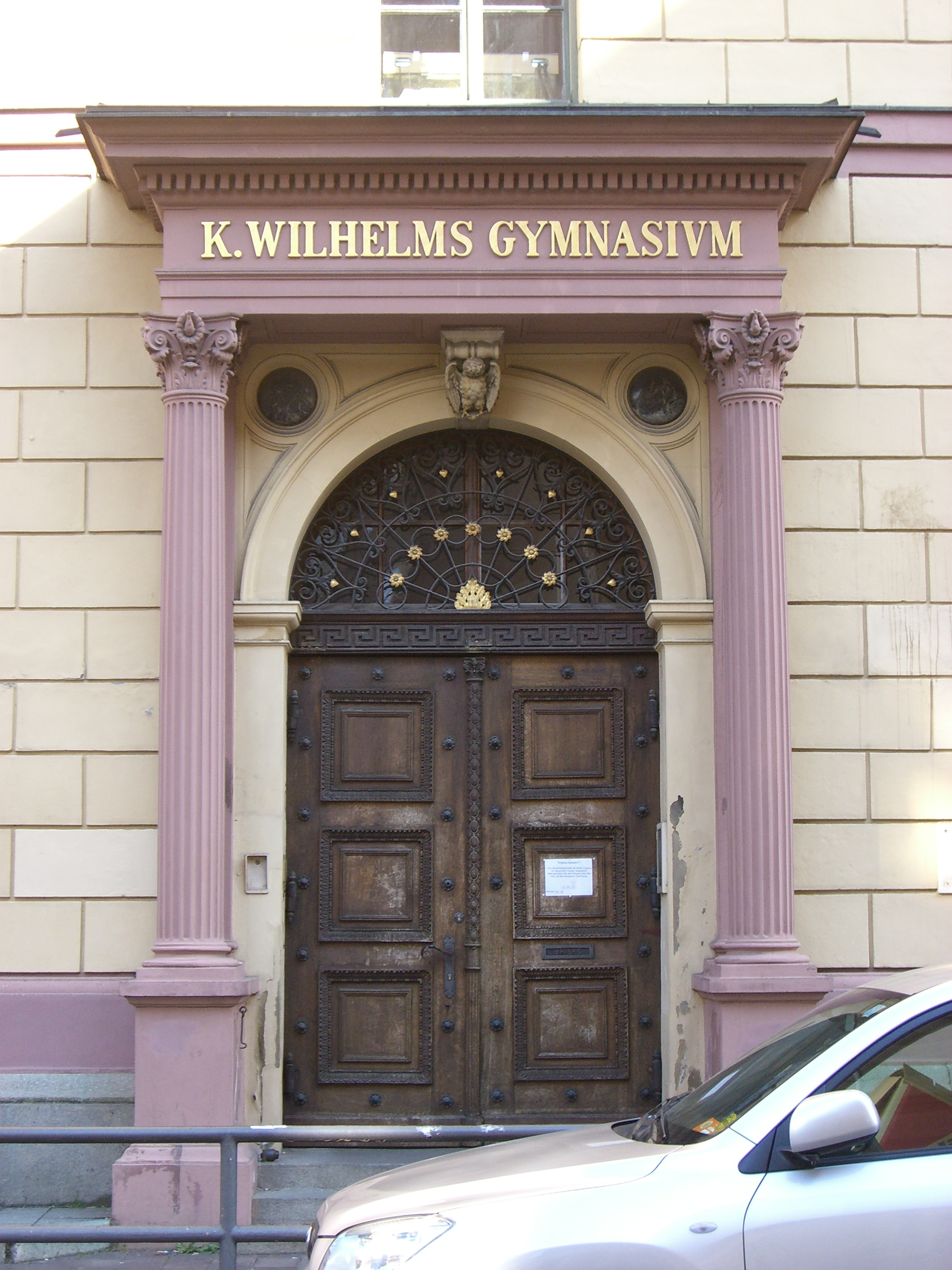
Eingang zum Gymnasium

## Bildungsprogramm
Das Wilhelmsgymnasium wurde 1559 von Herzog Albrecht V. „nit allein“ als „ain gemaine Kinderschuel“, sondern als „Paedagogium“ gegründet. Nach seinem vermeintlichen Stifter, Herzog Wilhelm V., erhielt es 1849 seinen heutigen Namen. Geprägt von der pädagogischen Sensibilität, dem weltoffenen Humanismus und der tiefen Religiosität der Jesuiten, die bis zur Aufhebung des Ordens 1773 die Schule leiteten, gingen von dieser Bildungsstätte durch die Jahrhunderte starke literarische (zum Beispiel Zentrum der neulateinischen Literatur: J. Bidermann, J. Balde) und bildungsreformerische (F. W. Thiersch: „Praeceptor Bavariae“) Impulse aus. Von dieser Tradition zeugt noch der kostbare Bücherbestand der alten Bibliothek.

### Sprachen
Seit seiner Gründung im Jahre 1559 hält das Wilhelmsgymnasium durch den Wandel der Zeiten hindurch an der humanistischen Bildungstradition fest. In der fünften Klasse wird mit Latein als erster Fremdsprache begonnen, in der sechsten folgt Englisch, in der achten Griechisch als Pflichtfächer. In der elften Jahrgangsstufe werden auf freiwilliger Basis eine romanische Sprache (derzeit Italienisch und Polnisch) angeboten.

### Kooperationen
Seit 2015 unterhält das Wilhelmsgymnasium eine Partnerschaft mit der Klassik Stiftung Weimar. Im Rahmen dieser Partnerschaft besuchen Schüler der Oberstufe des Wilhelmsgymnasiums regelmäßig die von der Stiftung betreuten Museen und bearbeiten in Kooperation mit Fachwissenschaftlern literarische Themen im Rahmen von Intensivseminaren.

### Partnerschaften
Seit 2014 besteht eine Schulpartnerschaft mit dem altsprachlichen Gymnasium „Dante Alighieri“ in Rom (Italien).

## Persönlichkeiten

### Lehrer
- Jacob Balde (1604–1668), Jesuit und neulateinischer Dichter
- Johann Michael Steiner (1746–1808), Lehrer von 1774 bis 1780
- Cajetan von Weiller (1761–1826), römisch-katholischer Geistlicher und Pädagoge, Direktor von 1809 bis 1823
- Friedrich Wilhelm von Thiersch (1784–1860), Philologe, Lehrer von 1809 bis 1811
- Johann von Gott Fröhlich (1780–1849), klassischer Philologe, Professor ab 1817, Rektor von 1823 bis 1849
- Joseph von Hefner (1799–1862), Historiker und Philologe, Lehrer von 1840 bis 1854
- Lorenz Englmann (1821–1881), Altphilologe und Schulbuchautor, Direktor ab 1872
- Walter Wüst (1906–1993), Lehrer für Biologie und Chemie von 1952 bis 1968, Ornithologe und Fachautor

### Schüler
- Adrian von Riedl (1746–1809), Topograf und Kartograf
- Aegidius Jais (1750–1822), Benediktinerpater, römisch-katholischer Theologe und Hochschullehrer
- Alfred Graf von Soden-Fraunhofen (1875–1944), Erfinder und Mitbegründer der ZF Friedrichshafen AG
- Alfred Meyer (1848–1903), Offizier
- Alfred Vogel (1829–1890), Mediziner und Hochschullehrer
- Alicia von Rittberg, (* 1993), Schauspielerin
- Alois Senefelder (1771–1834), Erfinder der Lithographie
- Andreas Burkhart, (* 1984), Bariton
- Andreas Felix von Oefele (1706–1780), Historiker und Bibliothekar
- Andreas Grote (1929–2015), Kunsthistoriker
- Anna Leisner-Egensperger (* 1970), Rechtswissenschaftlerin
- Anton Diabelli (1781–1858), Komponist
- Anton Mayer-Pfannholz (1891–1982), Hochschulprofessor
- Anton von Aretin (1918–1981), MdL, MdB
- Armin Eck (1914–1984), Offizier
- August Schäffler (1837–1891), Archivar und Historiker
- August von Parseval (1861–1942), Konstrukteur und Produzent von Luftschiffen
- August von Rothmund (1830–1906), Augenarzt, Hochschullehrer
- Benedikt Stattler (1728–1779), Theologe, Philosoph und Pädagoge
- Cajetan Weiller (1761–1826), römisch-katholischer Geistlicher und Pädagoge
- Carl Anton von Barth (1758–1797), Bürgermeister von München und Landschaftskanzler
- Carl Friedrich Canstatt (1807–1850), Mediziner
- Carl Neuner (1778–1830), Violinist, Kontrabassist, Sänger und Komponist
- Carl Spitzweg (1808–1885), Maler
- Carl von Siemens (* 1967), Journalist
- Carl von Voit (1831–1908), Physiologe und Ernährungswissenschaftler
- Carl-Christoph Schweitzer (1924–2017), Politikwissenschaftler und Politiker
- Conny Restle (* 1960), Musikwissenschaftlerin
- Daniel Bonifaz von Haneberg (1816–1876), Benediktiner, Orientalist, Bischof in Speyer
- Dieter Oberndörfer (* 1929), Politikwissenschaftler
- Eduard Poschinger von Frauenau (1869–1942), Offizier, Fabrikant und Reichsrat
- Emil Julius Gumbel (1891–1966), Professor für Statistik (Extremwerttheorie) und Pazifist
- Emmerich von Godin (1881–1934), Major
- Erich von Redwitz (1883–1964), Chirurg, Präsident der Deutschen Gesellschaft für Chirurgie
- Ernst Hanfstaengl (1887–1975), Geschäftsmann, Aktivist und Politiker
- Ernst-Egon Pralle (1900–1987), Bergingenieur und Politiker
- Erwin Riezler (1873–1953), Rechtswissenschaftler
- Eugen von Knilling (1865–1927), Politiker, Bayerischer Ministerpräsident
- Eusebius Amort (1692–1775), katholischer Theologe
- Felix Dahn (1834–1912), Rechtswissenschaftler
- Florian Kinast (* 1969), Journalist
- Franz Bonn (1830–1894), Schriftsteller, humoristischer Dichter, Jurist und Politiker
- Franz Jakob Kreuter, Architekt und Bauingenieur
- Franz Rost (1911–1988), Mineraloge und Hochschullehrer
- Franz Seidel (1818–1903), Maler
- Franz Schenk von Stauffenberg (1878–1950), Gutsbesitzer und Politiker
- Franz von Berg (1831–1902), bayerischer Generalleutnant
- Franz von Hörauf (1878–1957), Offizier, Politiker, SA-Funktionär
- Franz von Kobell (1803–1882), Mineraloge und Schriftsteller
- Franz Xaver Gabelsberger (1789–1849), Stenograf
- Franz Xaver von Haeberl (1759–1846), Mediziner
- Franz-Paul Lang (1886–1968), Jurist, Bankier und Sportfunktionär
- Friedrich von Hausegger (1912–2000), Violinist, Musikpädagoge
- Friedrich Crusius (1897–1941), Klassischer Philologe
- Friedrich Julius Stahl (1802–1861), Rechtsphilosoph (Rechtsstaat)
- Friedrich Stieve (1884–1966), Schriftsteller, Historiker und Diplomat
- Friedrich von Schenk (1785–1866), Generaladministrator der bayerischen Salinen
- Georg Cornet (1858–1915), Arzt
- Georg Westermayer (1836–1893), Historiker, Dichter und römisch-katholischer Geistlicher
- Georg Winkler (1869–1888), Alpinist
- George W. F. Hallgarten (1901–1975), Historiker
- Gerhard Hirsch (1903–1982), Numismatiker, Münzhändler und Auktionator
- Gerhard Ries (* 1943), Rechtshistoriker, Hochschullehrer
- Gerhoh Steigenberger (1741–1787), Augustinerchorherr, Hochschullehrer und Bibliothekar
- Golo Mann (1909–1994), Historiker, Schriftsteller
- Götz Hueck (1927–2021), Rechtswissenschaftler
- Gunnar B. Stickler (1925–2010), Kinderarzt
- Gustav Hundt (1894–um 1945), Offizier, Generalleutnant
- Gustav Meyrink (1868–1932), Schriftsteller
- Gustav Seibt (* 1959), Journalist und Historiker
- Hanns Dahn (1888–1969), Rechtsanwalt und Verbandsfunktionär
- Hans Aub (1903–1983), Politiker
- Hans Baur (1910–1986), Schauspieler
- Hans Kröner (1909–2006), Volkswirt, Jurist und Unternehmer
- Hans Lehnert (1899–1942), Jurist, Widerstandskämpfer
- Hans Theiss (* 1977), Arzt, Politiker
- Hans von Euler-Chelpin (1873–1964), Chemiker, Nobelpreis 1929
- Hans von Pranckh (1888–1945), Offizier
- Hans Weiß (1919–2008), Politiker
- Hans Weisbrod (1889–1970), Politiker und Oberbürgermeister von Kaiserslautern
- Hans Werner von Aufseß (1909–1978), Jurist
- Harald Dohrn (1885–1945), geschäftsführender Gesellschafter des Festspielhauses Hellerau
- Harald Schöndorf (* 1944), Jesuit und Philosoph
- Heinrich Himmler (1900–1945), Reichsführer SS und Kriegsverbrecher
- Heinrich List (1915–2018), Richter
- Heinrich von Hofstätter (1805–1875), Bischof
- Hermann Boehm (1884–1962), Eugeniker, SA-Funktionär
- Hermann Reichenspurner (* 1959), Mediziner und Klinikdirektor
- Hubert Ritter (1866–1967), Architekt und Stadtplaner
- Hubert von Hößlin (1882–1968), Offizier, Archivar
- Hugo Graf von und zu Lerchenfeld auf Köfering und Schönberg (1871–1944), Politiker, Bayerischer Ministerpräsident
- Hugo von Habermann (1849–1929), Maler
- Ignaz Lanz (1714–1764), Abt von Niederaltaich
- Ignaz von Godin (1866–1917), Generalmajor
- Ignaz von Törring (1682–1763), Feldmarschall und bayerischer Außenminister
- Joachim Meichel (ca. 1590–1637), Lyriker
- Johann Adlzreiter von Tettenweis (1596–1662), Vertrauter von Maximilian I.
- Johann Andreas Schmeller (1785–1852), Germanist und bayerischer Sprachforscher
- Johann Anton II. von Freyberg (1674–1757), Fürstbischof des Hochstiftes Eichstätt
- Johann Georg von Dillis (1759–1841), Maler der Münchner Schule
- Johann Michael Sailer (1751–1832), Theologe, Bischof
- Johann Nepomuk von Wening-Ingenheim (1790–1831), Rechtswissenschaftler und Hochschullehrer
- Johannes Platschek (* 1973), Jurist
- Johannes R. Becher (1891–1958), 1. Kultusminister der DDR
- Jonas Kaufmann (* 1969), Tenor
- Joscio Hamberger (1667–1739), Abt von Niederaltaich
- Josef Hofmiller (1872–1933), Essayist, Kritiker und Übersetzer
- Josef Reichert (1891–1970), Generalleutnant
- Josef Selmayr (1905–2005), Offizier
- Joseph Anton von Mussinan (1766–1837), Richter, historischer Schriftsteller
- Joseph Ferdinand Dänkel (1676–1736), Pflegskommissär, Mitorganisator des Oberländer Aufstandes
- Joseph Franz von Allioli (1793–1873), katholischer Theologe
- Joseph Gerhard Zuccarini (1797–1848), Botaniker
- Joseph Kopp (1788–1842), klassischer Philologe, Philosoph und Hochschullehrer
- Joseph von Hazzi (1768–1845), Verwaltungsjurist
- Joseph von Utzschneider (1763–1840), Techniker und Unternehmer
- Julian Nida-Rümelin (* 1954), Philosoph, Hochschullehrer
- Julius Hamberger (1801–1885), lutherischer Theologe, Pädagoge und Schriftsteller
- Julius Kopp (1823–1892), Königlicher Oberlandesgerichtsrat und Mitglied des Bayerischen Landtags
- Julius von Niethammer (1798–1882), Jurist und Politiker
- Karl Alexander von Müller (1882–1964), Historiker
- Karl August von Reisach (1800–1869), Erzbischof von München, Kurienkardinal
- Karl Decker (1925–2024), Biochemiker
- Karl Eberth (1877–1952), Offizier
- Karl Engert (1877–1951), Vizepräsident des Volksgerichtshofs
- Karl Felix Halm (1809–1882), Altphilologe
- Karl Kopp (1855–1912), Mediziner, Professor für Dermatologie und Venerologie
- Karl Mayr (1883–1945), Offizier und Politiker
- Karl Meichelbeck (1669–1734), Benediktiner, Historiograph Freisings
- Karl Sigmund Lorber (1792–1845), Bürgermeister von Landshut
- Karl von Amira (1848–1930), Rechtshistoriker
- Karl von Hirsch (1871–1944), Chemiker und Brauereidirektor
- Karl-Ernst Apfelbacher (1940–2015), katholischer Theologe
- Katia Pringsheim (1883–1980), (als Externe)
- Klaus Haniel (1916–2006), Unternehmer
- Klaus Mann (1906–1949), Schriftsteller
- Klaus Pringsheim (1883–1972), Musiker
- Konrad Kruis[7] (1930–2022), Richter des Bundesverfassungsgerichts
- Konrad von Maurer (1823–1902), Rechtshistoriker, Philologe und Nordist
- Konstantin Wecker (* 1947), Komponist, Sänger, Liedermacher
- Kurt von Ruffin (1901–1996), Sänger und Schauspieler
- Lion Feuchtwanger (1884–1958), Schriftsteller
- Lorenz Huber (1862–1910), Priester, Publizist
- Lorenz Westenrieder (1748–1829), Theologe
- Ludwig Feuchtwanger (1885–1947), Jurist, Lektor und Autor
- Ludwig Merz (1817–1858), Geograph, Optiker und Publizist
- Ludwig Schöberlein (1813–1881), Theologe, Hochschullehrer und Abt
- Ludwig Spaenle (* 1961), MdL (CSU)
- Ludwig Steub (1812–1888), Schriftsteller und Jurist
- Ludwig Thoma (1867–1921), Schriftsteller und Rechtsanwalt
- Ludwig von Schwanthaler (1802–1848), Bildhauer
- Lukas Beikircher (* 1970), Dirigent
- Matthäus Rader (1561–1634), Jesuit und Schriftsteller
- Max Hirmer (1883–1981), Botaniker, Fotograf und Verleger
- Max Hirschberg (1883–1964), Rechtsanwalt
- Max Joseph Roemer (1791–1849), Jurist und Botaniker
- Max Lebsche (1866–1957), Chirurg
- Max von Pettenkofer (1818–1901), Mediziner, Physiologe, Chemiker und Apotheker
- Maximilian von und zu Arco-Valley (1806–1875), bayerischer Gutsbesitzer und Politiker
- Maximilian von Weichs (1881–1954), Offizier
- Michael Mann (1919–1977), Musiker und Literaturwissenschaftler
- Murad Ferid (1908–1998), Rechtswissenschaftler
- Odilo Lechner (1931–2017), Theologe, Abt
- Ödön von Horváth (1901–1938), Schriftsteller
- Otto Eckart (1936–2016), Lebensmittelunternehmer
- Otto Reuther (1890–1973), Wirtschaftswissenschaftler und Schriftsteller
- Otto von Bray-Steinburg (1807–1899), bayerischer Außenminister
- Otto Wahl (1932–2020), Theologe
- Patritius Oswald (1658–1740), Ordensgeistlicher und Propst
- Paul Ben-Haim (1897–1984), israelischer Komponist
- Paul von Roth (1820–1892), Rechtswissenschaftler, Hochschullehrer
- Paul Wilhelm (1935–2008), Politiker (CSU)
- Peter Pringsheim (1881–1963), Physiker
- Philipp Crone (* 1977), Feldhockey-Weltmeister 2002 und 2006
- Philipp Loewenfeld (1887–1963), Rechtsanwalt und Politiker (SPD)
- Philipp Lothar Mayring (1879–1948), Schauspieler und Regisseur
- Philippa Sigl-Glöckner (* 1990), Ökonomin
- Rainer Koch (* 1958), Fußballfunktionär
- Reinhold Klebe (1913–1992), Offizier
- Richard Anton Nikolaus Carron du Val, Augsburger Oberbürgermeister
- Richard Riemerschmid (1868–1957), Architekt
- Richard Stury (1859–1928), Schauspieler
- Roland Berger (* 1937), Unternehmer
- Roland von Hößlin (1915–1944), Offizier und Widerstandskämpfer
- Rudolf von Hirsch (1875–1975), Physiker und Gutsbesitzer
- Rupert Gebhard (* 1961), Archäologe
- Sebastian Adelhardt, (* 1979), Kirchenmusiker, Organist
- Sebastian Mayer (1773–1835), Sänger, Komponist und Regisseur
- Sigmund von Haimhausen (1708–1793), Jurist, Beamter und Unternehmer
- Theodor Grünberger (1756–1820), Komponist, Augustinermönch und Priester
- Theodor Pixis (1831–1907), Maler
- Walter Dolch (1894–1970), Maler
- Walter Höchstädter (1907–1994), Pfarrer, Mitglied der Bekennenden Kirche
- Walter Raechl (1902–1934), Geograph und Bergsteiger
- Walther von La Roche (1936–2010), Journalist
- Werner Friedmann (1909–1969), Journalist
- Wiguläus von Kreittmayr (1705–1790), Rechtswissenschaftler, Geheimer Staatskanzler, Konferenzminister und Oberster Lehenprobst
- Wilhelm Biber (1888–1964), Jurist und Bankdirektor
- Wilhelm Karl Reischl (1818–1873), römisch-katholischer Theologe, Hochschullehrer
- Wilhelm Mayer (1863–1925), Jurist und Schriftsteller
- Wilhelm Rosenkrantz (1821–1874), Philosoph und Richter
- Wilhelm Troll (1897–1978), Botaniker
- Wolfgang Eder (1641–1703), Augustiner-Eremit und geistlicher Schriftsteller
- Wolfgang Paul (1913–1993), Physiker und Nobelpreisträger 1989
- Wolfgang Stromer von Reichenbach (1922–1999), Technik- und Wirtschaftshistoriker